# باباتوندي أومدينا
باباتوندي أومدينا (من مواليد 22 أغسطس 1958) هو ممثل وكوميديان نيجيري معروف شعبياً باسم بابا سوي.

## النشأة
ولد في 22 أغسطس 1958 في جزيرة لاغوس حيث نشأ ولكنه ينحدر من منطقة الحكومة المحلية بولاية لاجوس جنوب غرب نيجيريا. تلقى تعليمه الابتدائي في لاغوس، قبل أن ينتقل إلى المدرسة الثانوية التجارية، لكنه حصل على شهادة مدرسة غرب إفريقيا في أوشون الولاية جنوب غرب نيجيريا.

## حياته المهنية
بدأ التمثيل في عام 1971 لكنه ظهر في دائرة الضوء بعد أن ظهر في فيلم من إنتاج أوباليندي. أصبح أكثر شهرة بعد أن ظهر في فيلم آخر، من إنتاج أولايا إجوي في عام 1997. ظهر وأنتج العديد من الأفلام النيجيرية مثل "بابا جايي جايي"، وفي عام 2011 تم اتهامه بالاتجار بالكوكايين من قبل الوكالة الوطنية لإنفاذ قانون المخدرات، وهو ادعاء تم وصفه بأنه كاذب وتشهيري بموجب حكم محكمة لاغوس العليا للقانون. كان محاميه الراحل باميديل أتورو محامي نيجيري وناشط في مجال حقوق الإنسان.